# オートマタ (映画)
『オートマタ』（Automata）は、2014年のスペイン・ブルガリア合作のSFアクション映画。
監督はスペイン人のガベ・イバニェスであり、イバニェス、イゴール・レガレタ、ハビエル・サンチェス・ドナーテが共同脚本を務めている。主演はスペイン人のアントニオ・バンデラスであり、共演はビアギッテ・ヨート・ソレンセン、メラニー・グリフィス、ディラン・マクダーモット、ロバート・フォスター、ティム・マッキナリー。
監督のイバニェスは2008年に『シャッター・ラビリンス』で長編映画デビューし、この映画はカンヌ国際映画祭の国際批評家週間で上映された。

## 世界観
2030年代末に太陽のフレア光が増加したことで、地球は砂漠化が進行し、人口の99.7%が失われた。生存者は安全な都市網を再構築し、過酷な環境で人類の手助けを行う原始的なヒューマノイドロボット「オートマタ」（ピルグリム7000型）を開発した。オートマタには、生命体に危害を加えてはならない、自他のロボットの改造を行ってはならない、という2つのプロトコル（制御機能）が設定された。当初は人類の救世主であるとされたが、砂漠化の抑制に失敗したことから肉体労働に追いやられた。ある日、自己改造を行っているオートマタが発見され、保険調査員のジャック・ヴォーカンが調査に派遣された。

## キャスト
※括弧内は日本語吹替

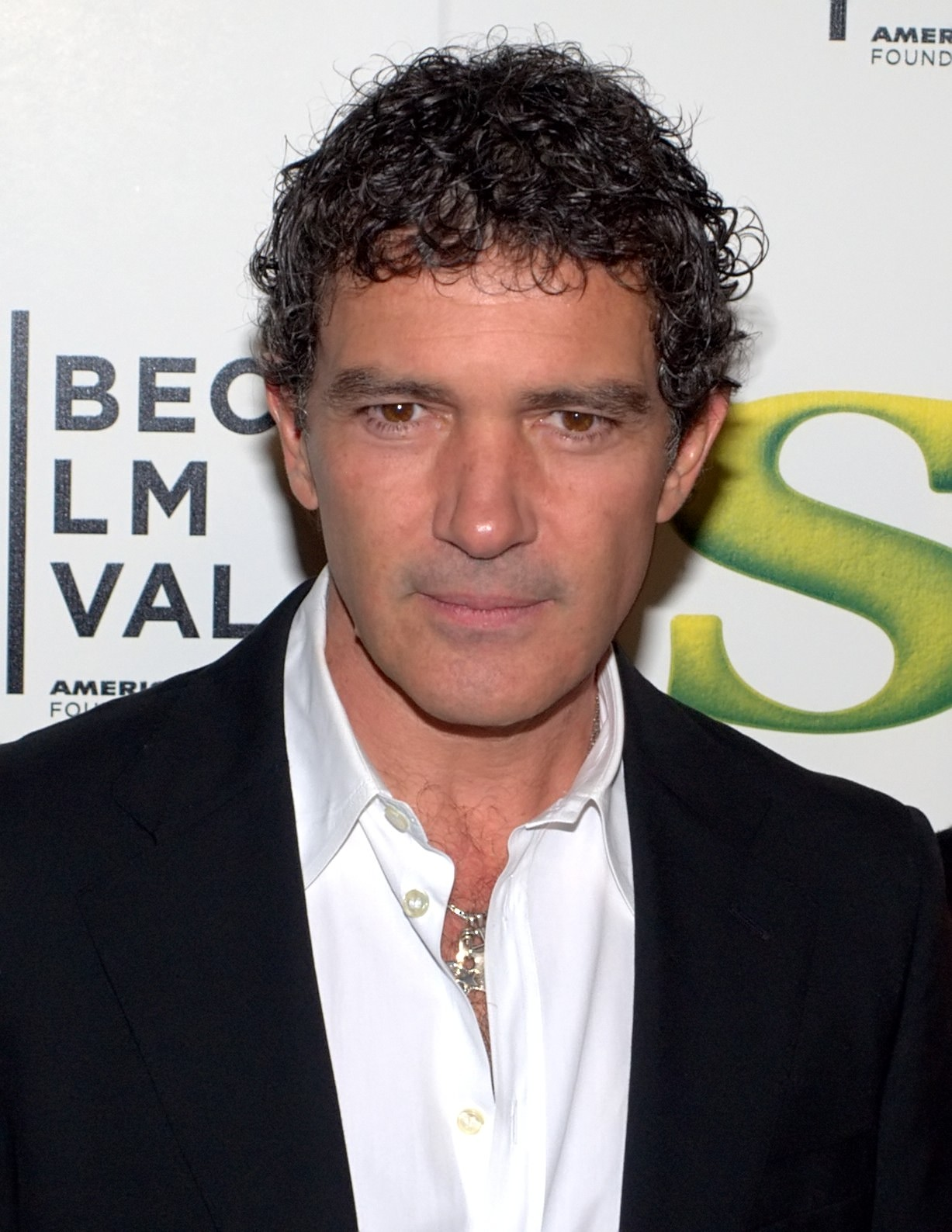
主演とプロデューサーを務めたバンデラス

- ジャック・ヴォーカン - アントニオ・バンデラス（東地宏樹）
- レイチェル・ヴォーカン - ビアギッテ・ヨート・ソレンセン（英語版）（大津愛理）
- スーザン・デュプレ博士／クレオの声 - メラニー・グリフィス（森史絵）
- ウォレス - ディラン・マクダーモット（白熊寛嗣）
- ロバート・ボールド - ロバート・フォスター（辻親八）
- ヴァーノン・コンウェイ - ティム・マッキナリー
- エリス - アンディ・ナイマン
- ドミニク・ホーク - デヴィッド・ライオール
- マネージャー - アンドリュー・ティアナン
- エンジニア - クリスタ・キャンベル
- 医師 - バシャル・ラハル（英語版）
- 青いロボットの声 - ハビエル・バルデム

## 製作
主演のアントニオ・バンデラスは、脚本を読んで製作に興味を示した。バンデラスはプロデューサーの一人となり、元妻のメラニー・グリフィス、ハビエル・バルデム（チョイ役でロボットの声を担当）を起用した。この映画はブルガリアの首都ソフィアにあるヌー・ボジャーナ・フィルムズのスタジオで撮影された。

## 批評
映画評論集約サイトのRotten Tomatoesは、27人の映画評論家のうち33%が肯定的な批評を行ったとし、平均点を5.2/10点とした。総評として「見栄えは良いが、物語としては空疎である。SF作品のクリシェを詰め込み過ぎてショートしている」とした。Metacriticは13人のレビューから37/100点を付けた。
バラエティ誌のジェイ・ワイズバーグは、多くのSF映画から（アイデアを）拝借しており「欠陥のある混乱状態」と書いた。ハリウッド・リポーター誌のジョナサン・ホランドは、「凝り過ぎており、抑制できていない。本作は説得力を持って初期設定をやりぬくための創造性が欠如した、期待外れの例である」と書いた。
スタン・シュレーダー(Stan Schröder)は、映画『ブレードランナー』の原案となったフィリップ・K・ディックの小説『アンドロイドは電気羊の夢を見るか?』の影響に言及した。さらに、アイザック・アシモフがロボット工学三原則を提示した短編小説『堂々めぐり』と、本作で示されているロボット・プロトコルとの類似性を指摘した。